# Lambaréné
Lambaréné er en by i det vestlige Gabon, med et indbyggertal på cirka 24.000. Byen ligger i den centralafrikanske regnskov, ved bredden af Ogooué-floden.
1. ↑  www.citypopulation.de (fra Wikidata).